# Konstantin Čistjakov
Konstantin Sergeevič Čistjakov (in russo Константин Сергеевич Чистяков?; Leningrado, 20 marzo 1970) è un ex sciatore alpino russo.
Fino alla dissoluzione dell'Unione Sovietica (1991) gareggiò per la nazionale sovietica; ai XVI Giochi olimpici invernali di Albertville 1992 fece parte della Squadra Unificata.

## Biografia
Sciatore polivalente, Čistjakov debuttò in campo internazionale in occasione dei Mondiali juniores di Hemsedal/Sälen 1987 e l'anno dopo, nella rassegna iridata giovanile di Madonna di Campiglio 1988, vinse la medaglia d'oro nella combinata; ai successivi XV Giochi olimpici invernali di Calgary 1988, sua prima presenza olimpica, si classificò 35º nello slalom gigante e non completò il supergigante, lo slalom speciale e la combinata.
In Coppa del Mondo ottenne il primo piazzamento il 12 gennaio 1992 a Garmisch-Partenkirchen in supergigante classificandosi 12º: tale risultato sarebbe rimasto il migliore di Čistjakov nel massimo circuito, in cui ottenne l'ultimo piazzamento il 15 marzo 1992 ad Aspen nella medesima specialità (20º); nella stessa stagione prese parte ai XVI Giochi olimpici invernali di Albertville 1992, sua ultima presenza olimpica, dove si classificò 24º nella discesa libera, 22º nel supergigante e non completò la combinata. Si ritirò durante la stagione 2002-2003 e la sua ultima gara fu uno slalom speciale FIS disputato il 13 dicembre a Kirovograd; non ottenne piazzamenti ai Campionati mondiali.

## Palmarès

### Mondiali juniores
- 1 medaglia:
  - 1 oro (combinata a Madonna di Campiglio 1988)

### Coppa del Mondo
- Miglior piazzamento in classifica generale: 103º nel 1992